# Szwadron Kawalerii KOP „Podświle”

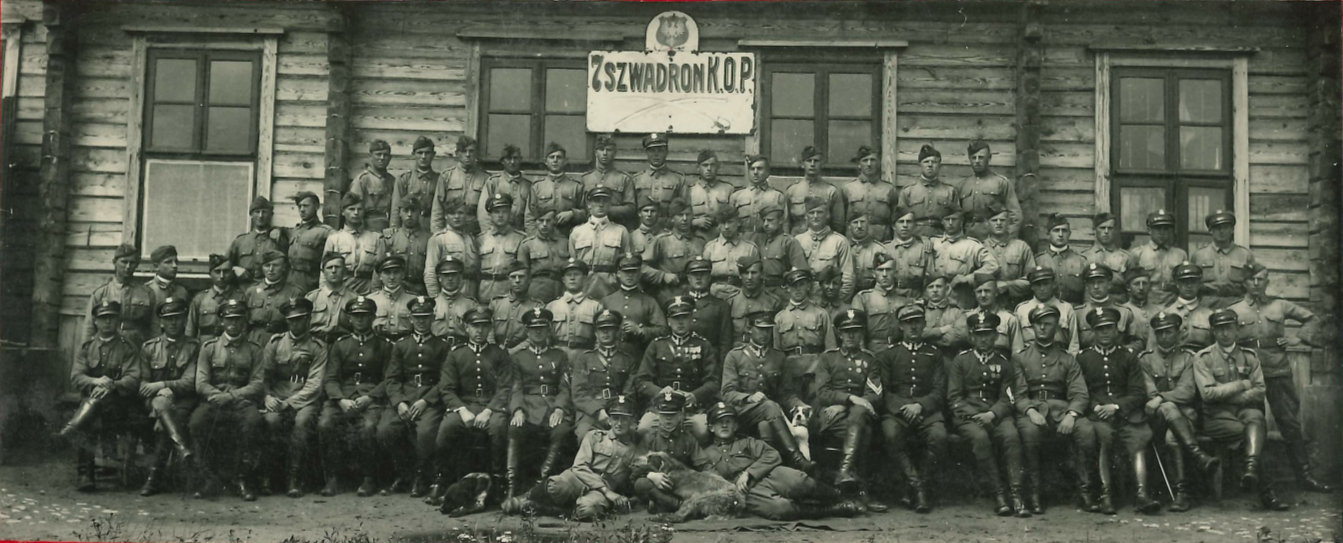
Zdjęcie zbiorowe szwadronu z archiwum rtm. Wiktora Moczulskiego

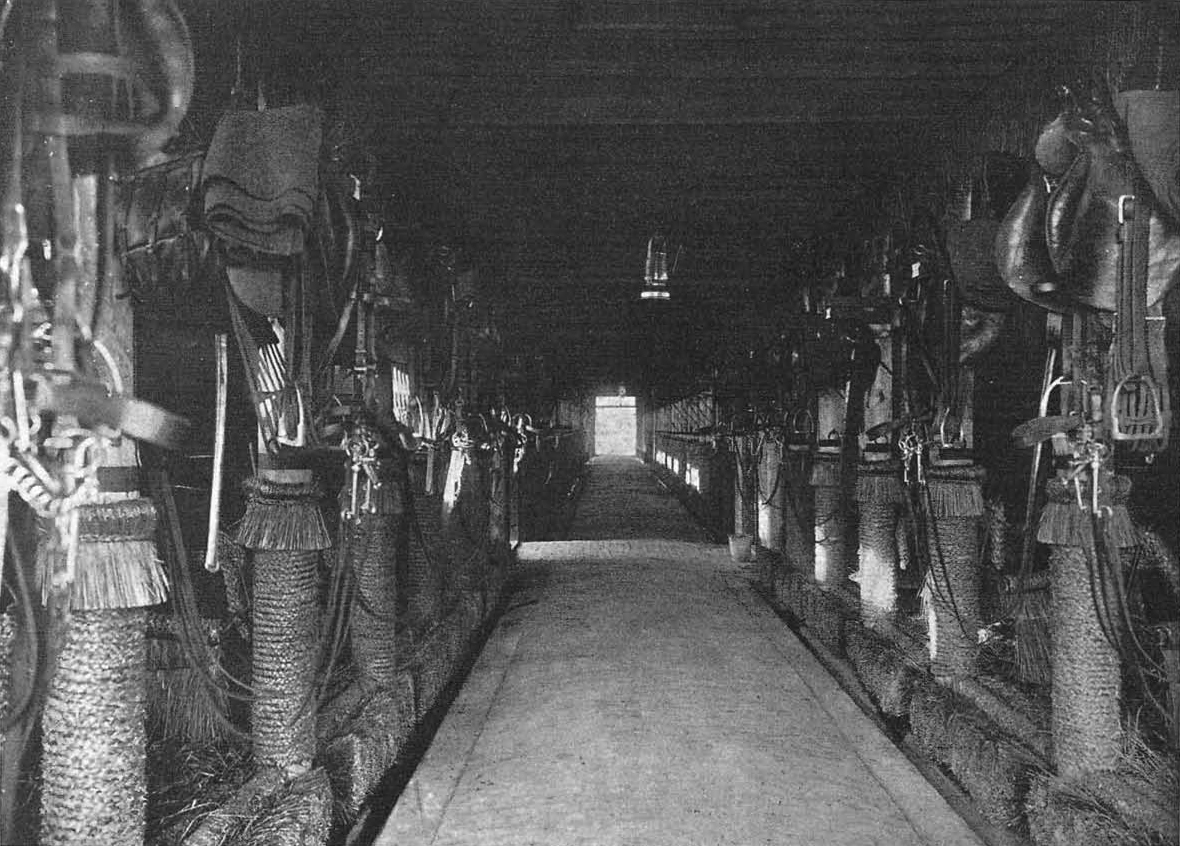
Stajnia szwadronu

Szwadron Kawalerii KOP „Podświle” – pododdział kawalerii Korpusu Ochrony Pogranicza.

## Formowanie i zmiany organizacyjne
Na posiedzeniu Politycznego Komitetu Rady Ministrów, w dniach 21-22 sierpnia 1924, zapadła decyzja powołania Korpusu Wojskowej Straży Granicznej. 12 września 1924 Ministerstwo Spraw Wojskowych wydało rozkaz wykonawczy w sprawie utworzenia Korpusu Ochrony Pogranicza, a 17 września instrukcję określającą jego strukturę. Jesienią 1924, w składzie 3 Brygady Ochrony Pogranicza, rozpoczęto formowanie jednostki 7 szwadronu kawalerii. W skład szwadronu wchodzić miały cztery plutony liniowe i drużyna dowódcy szwadronu. Według etatu szwadron liczyć powinien trzech oficerów, 19 podoficerów i 65 ułanów. Na uzbrojeniu posiadał 77 karabinków, 7 pistoletów oraz 82 szable. Z dniem 5 października 1924 rotmistrz Władysław Jan Olszowski został przeniesiony z 3 Pułku Ułanów Śląskich do KOP na stanowisko dowódcy 7 szwadronu kawalerii.
Szwadron był podstawową jednostką taktyczną kawalerii KOP. Zadaniem szwadronu było prowadzenie działań pościgowych, patrolowanie terenu, w dzień i w nocy, na odległości nie mniejsze niż 30 km, a także utrzymywanie łączności między odwodami kompanijnymi, strażnicami i sąsiednimi oddziałami oraz eskortowanie i organizowanie posterunków pocztowych. Wymienione zadania szwadron realizował zarówno w strefie nadgranicznej, będącej strefą ścisłych działań KOP, jak również w pasie ochronnym sięgającym około 30 km w głąb kraju.
Jesienią 1927 szwadron został włączony w skład 3 Półbrygady Ochrony Pogranicza, która w 1929 została przemianowana na pułk KOP „Głębokie”. Szwadron był też jednostką organizacyjną, wyszkoleniową, macierzystą i pododdziałem gospodarczym .
W lipcu 1929 zreorganizowano kawalerię KOP. Zorganizowano dwie grupy kawalerii. Podział na grupy uwarunkowany był potrzebami szkoleniowymi i zadaniami kawalerii KOP w planie „Wschód”. Szwadron wszedł w skład grupy północnej. Przyjęto też zasadę, że szwadrony przyjmą nazwę miejscowości będącej miejscem ich stacjonowania. Obok nazwy geograficznej, do 1931 stosowano również numer szwadronu.
W 1934(?)1932 dokonano kolejnego podziału szwadronów. Tym razem na trzy grupy inspekcyjne. Szwadron wszedł w skład grupy północnej.
Jednostką administracyjną dla szwadronu był batalion KOP „Podświle”.
W 1938 nastąpiła reorganizacja podporządkowania i struktur kawalerii KOP. Szwadrony zakwalifikowano do odpowiednich typów jednostek w zależności od miejsca stacjonowania. Szwadron zakwalifikowano do grupy II. Organizacja szwadronu kawalerii na dzień 20 listopada 1938 przedstawiała się następująco: dowódca szwadronu, szef szwadronu, drużyna ckm, drużyna gospodarcza, patrol telefoniczny i dwa plutony liniowe po cztery sekcje, w tym sekcję rkm . Liczył 2 oficerów, 1 chorążego, 6 podoficerów zawodowych, 4 podoficerów nadterminowych i 72 ułanów. Na uzbrojeniu posiadał 2 ckm, 2 rkm, 73 karabinki, 76 szabel. Posiadał też 83 konie wierzchowe. Szwadron wchodził w skład pułku KOP „Głębokie”.
W ramach mobilizacji częściowej zarządzonej 23 marca 1939 szwadron przegrupował się w rejon Wielunia, gdzie organizowany był ćwiczebny pułk kawalerii KOP podporządkowany dowódcy OK IV. Po przeformowaniu szkolnego pułku kawalerii KOP w 1 pułk kawalerii KOP, w maju 1939 rozformowano szwadron kawalerii KOP „Podświle”, a rtm. Karol Dąbrowski został dowódcą szwadronu ckm 1 pułku kawalerii KOP.

## Dowódcy szwadronu
- rtm. Władysław Jan Olszowski[7] z 3 puł (5 października 1924 – 19 lipca 1926 → kwatermistrz Szkoły Podoficerów Zawodowych Kawalerii we Lwowie)
- rtm. Tadeusz Głębocki z byłej Kwatery Wojskowej Prezydenta RP (19 lipca 1926[28] - 1927(rz tajny KOP))
- rtm. / mjr Klemens Rudnicki (11 czerwca 1927 – 23 grudnia 1929 → słuchacz W.S.Woj.)
- rtm. Zdzisław Antoni Baranowski (29 listopada 1935 –)[29]
- rtm. Władysław Bereza (był w 1937)[29]
- rtm. Zdzisław Antoni Baranowski[f] (- do lutego 1939)
- rtm. Karol Dąbrowski z 1 psk (1939[25][26])